# Mammillaria picta
Mammillaria picta (укр. Мамілярія пікта, мамілярія розписна) — сукулентна рослина з роду мамілярія (Mammillaria) родини кактусових (Cactaceae).

## Історія

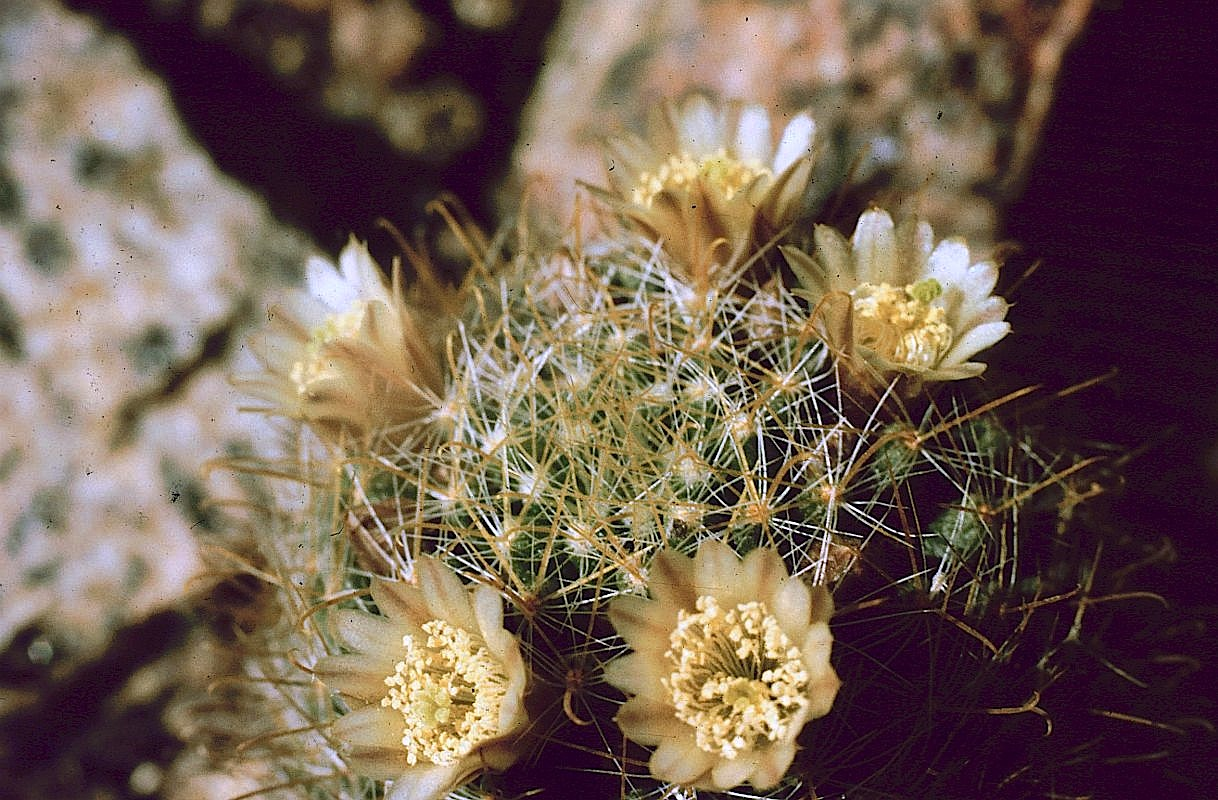
Квітуча Mammillaria picta subsp. viereckii

Вид вперше описаний німецьким ботаніком Карлом Фрідріхом Мейнсхаузеном (нім. Karl Friedrich Meinshausen, 1819—1899) у 1858 році у виданні нім. «Wochenschrift für Gärtnerei und Pflanzenkunde».

## Етимологія
Видова назва походить від лат. pictus — «розписний».

## Ареал і екологія
Mammillaria picta є ендемічною рослиною Мексики. Ареал розташований у штатах Сан-Луїс-Потосі, Коауїла, Тамауліпас і Нуево-Леон. Рослини зростають на висоті від 1000 до 1800 метрів над рівнем моря на вапняних породах в напівпустелях.

## Морфологічний опис
| Орган              | Опис |
| Рослини            | поодинокі. |
| Коріння            | бульбове. |
| Стебло             | кулясте до яйцеподібної форми зі зменшенням до основи, 4-5 см заввишки і в діаметрі.                                                   |
| Епідерміс          | темно-зелений. |
| Маміли             | циліндричні, без молочного соку. |
| Ареоли             | |
| Аксили             | з декількома переплетеними волосоподібними щетинками.                                                                                  |
| Центральні колючки | 1-2, (не помітні у підвиду Mammillaria picta subsp. viereckii), вертикальні, прямі, коричневі, до 10 мм завдовжки.                     |
| Радіальні колючки  | 10-20, покриті пушком, жовті в основі, білі з темними кінцями або янтарно-жовті, до 10 мм завдовжки, нижні 4 дуже довгі, тонкі і білі. |
| Квіти              | широкі, воронкоподібні, зеленувато-білі, до 9 мм завдовжки, в діаметрі 11 мм.                                                          |
| Бутони             | |
| Зовнішні пелюстки  | |
| Внутрішні пелюстки | |
| Тичинки            | |
| Маточка            | |
| Плоди              | подовжені, червоні. |
| Насіння            | чорне. |

## Різновиди
Визнані два підвиди: номінаційни підвид — Mammillaria picta subsp. picta і підвид viereckii — Mammillaria picta subsp. viereckii. різниця між ними дуже мало помітна.

### Mammillaria picta subsp. picta
Центральних колючок — 1-2, які можуть виділятися з 10-14 радіальних колючок.

### Mammillaria picta subsp. viereckii
Колючок — 12-20, янтарно-жовтого відтінку, щетиноподібні, радіальні колючки погано відрізняються від центральних.

## Чисельність, охоронний статус та заходи по збереженню
Mammillaria picta входить до Червоного списку Міжнародного союзу охорони природи видів, з найменшим ризиком (LC).
Цей вид є досить поширеним. Має площу розміщення понад 40 000 км². Його чисельність становить понад 500 тис. особин. Поточний тренд чисельності рослин стабільний.
Існує невеликий інтерес до збору цього виду і внаслідок невелика загроза від цього. Збільшення сільськогосподарського використання, розширення населених пунктів також є невеликою загрозою. Екстремальні температури, такі як 100-літній заморозок в Альтіплано у грудні 1997 року представляє серйозну, але непередбачувану загрозу.
Охороняється Конвенцією про міжнародну торгівлю видами дикої фауни і флори, що перебувають під загрозою зникнення (CITES).

## Використання та торгівля
Цей вид іноді збирається незаконно для декоративних цілей.